# بوني وارنر
بوني وارنر (بالإنجليزية: Bonny Warner)‏ هي متسابقة على الجليد بمزلاجة وصحفية وطيارة أمريكية، ولدت في 7 أبريل 1962 في كاليفورنيا في الولايات المتحدة.

## وصلات خارجية
- بوني وارنر على موقع أوليمبيديا (الإنجليزية)